# Oranžérie (Královská zahrada)
Oranžérie, přesněji Nová oranžérie v Královské zahradě na Hradčanech je název moderního skleníku postaveného v letech 1999–2001 nad pozůstatky původní, renesanční oranžérie. Stojí v sousedství Míčovny při hraně Jeleního příkopu. Architektkou unikátní stavby ve stylu high-tech je česko-britská architektka Eva Jiřičná. Do stavby je začleněn zbytek původní renesanční zdi (na jihu jen v dlažbě), Plečnikova kašna a Rothmayerova fontánka.
Využíván je k pěstovávání pokojových květin určených pro výzdobu reprezentativních místností Pražského hradu.

## Popis

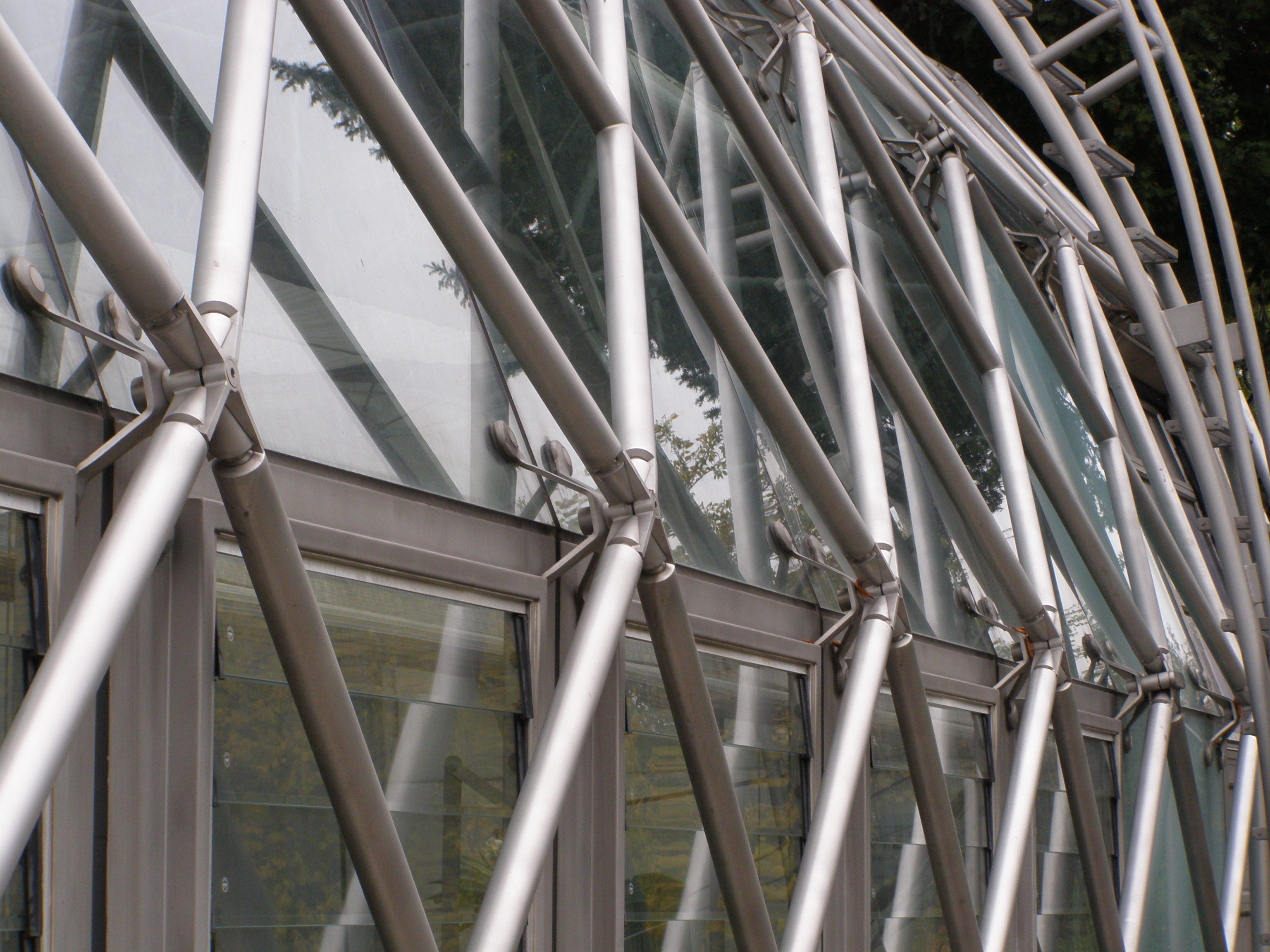
Nosná příhradová konstrukce z korozivzdorné oceli

Jedná se o půlválcovou, 90 m dlouhou stavbu, rozdělenou na tři části. Oranžérie je navržena tak, aby vnitřní prostor zůstal volný, což zajišťuje vnější konstrukce tvořená sítí trubek, která podporuje prosklený plášť. Provoz skleníku je řízen počítačem, který zajišťuje ovládání stínicích žaluzií, větrání, zavlažování i osvětlení.

## Historie
Původní oranžerie byla postavena počátkem 60. let 16. století podle návrhu architekta Bonifáce Wolmuta. Kamenné obvodové zdi nesly rozebíratelnou konstrukci střechy. V letních měsících tu byly v přenosných nádobách umístěny teplomilné rostliny, např. citrusy, granátovníky a vavříny.
Původní stavba byla zničena za třicetileté války, kdy byla Královská zahrada zpustošena saskými a švédskými vojsky.
V 50. letech 20. století byl na místě vybudován skleník, který byl za prezidenta Václava Havla již ve špatném stavu. Stavbu nové moderní oranžerie iniciovala manželka prezidenta, paní Olga Havlová (započetí stavby se však již nedožila) a zčásti ji financovala kanadská mecenáška Jennifer Allen Simmons (The Simons Foundation). „Zadáním bylo navrhnout nové zastřešení skleníku podobných rozměrů, které by respektovalo historickou funkci místa a které by do něj vstoupilo novým prvkem, přiměřeným architektonické řeči 20. století.“ Stavba tak v sobě propojuje důmyslné moderní technologie umožňující větrání, stínění, zavlažování apod., s odkazy na sousední katedrálu tvořené stroze ozdobnými ocelovými příhradami skleníku.